# 三育基督學院
三育基督學院，（英語：Taiwan Adventist College，字面意義「台灣復臨學院」），成立於1951年，是一所位於中華民國南投縣魚池鄉的基督教會學院。
三育基督學院為基督復臨安息日會成立的教育機構之一，該學院一半的教授、講師來自美國、新加坡、馬來西亞、香港等國。

## 校史
- 1951年，華南海島聯合會向基督復臨安息日會的全球總會申請並被合准且撥款興辦[10]，在台灣臺北縣新店市七張創校[11]，定名為台灣三育神道書院，隸屬「台灣區會」，先招收預備科中學新生。

- 1953年，改隸「華南海島聯合會」並興辦農作、印刷、洗衣、食品等工作部門，讓學生可以工讀與實藝訓練。該年夏天，第一屆預備科學生畢業。

- 1954年，改名台灣三育書院，增設專修科。

- 1964年，經華南海島聯合會遠東總會及全球總會正式認可為華南海島聯合會之訓練學院，畢業生頒授學士學位。

- 1967年，改名台灣三育神學院。

- 1973年，遷院至南投縣魚池鄉現址。

- 1980年，屏東縣高樹鄉三育聖經學校（中學部）遷至魚池鄉附屬在台灣三育神學院。

- 1981年8月，更名為三育基督學院。

- 1991年6月，畢業生頒授文學士、理學士、神學士學位、兩年制、三年制相關文憑。

- 2013年，畢業生頒授神學文學士、宗教文學士、教牧學士學位。

- 2017年，畢業生頒授教牧碩士學位。

- 2018年，與美國安得烈大學合辦宗教文學碩士學位。

## 歷任院長
| 任別 | 名字   | 任期          | 備註       |
| ---- | ------ | ------------- | ---------- |
|      | 柯德爾 | 1952年—1959年 |            |
|      | 李明道 | 1959年—1964年 |            |
|      | 曹俊凱 | 1964年        |            |
|      | 巴千里 | 1964年—1966年 |            |
|      | 文嘉瀾 | 1966年—1969年 |            |
|      | 貝納恩 | 1969年—1972年 |            |
|      | 寧爾森 | 1972年—1973年 |            |
|      | 楊建生 | 1973年—1975年 |            |
|      | 紀萬鎮 | 1975年—1977年 |            |
|      | 呂俊明 | 1977年—1980年 |            |
|      | 徐精一 | 1980年—1984年 |            |
|      | 黃少輝 | 1984年—1986年 |            |
|      | 卓甫剩 | 1986年—1996年 | 第一次任期 |
|      | 李博文 | 1996年—1998年 |            |
|      | 卓甫剩 | 1998年—1999年 | 第二次任期 |
|      | 陳廣惠 | 1999年—2003年 | 第一次任期 |
|      | 卓甫剩 | 2003年—2005年 | 第三次任期 |
|      | 陳廣惠 | 2006年—       | 第二次任期 |
|      | 徐文遠 | 2018年—現任   | 第一次任期 |

## 建築
學校通常可外借為活動場地，比如舉辦演講活動。
- 教堂
- 圖書館[14][15]
- 餐廳[16]
- 男生宿舍[17]
- 女生宿舍
- 老師宿舍
- 藝文中心

## 教學單位

### 學校科系
- 神學系
- 音樂系
- 健康促進系
- 教育系
- 雙語商務系[18]

### 推廣教育
- 英文營[19][20][21]
- 體驗教育[22][23]
- 信徒宣教學分班
- 華語教學中心
- 樂齡學習，與南投縣魚池鄉樂齡學習示範中心合作，開設樂齡課程[24]。

## 國際學術交流
- 沖繩縣立球陽高校[25]

## 校友

### 政治界
- 劉啟行，曾任魚池鄉農會第十七任監事，現為南投縣魚池鄉農會理事長。
- 杜司偉，高雄市桃源區公所區長[26]。

### 演藝界
- 尤秋興，動力火車。
- 顏志琳，動力火車。

### 企業界
- 倪嘉昇，藝人倪敏然的么兒[27]。

### 藝術界
- 陳聖輔，南投縣陶藝學會監事[28]

### 學術界
- 方錦榮，三育基督學院教授、老師、翻譯[29]。
- 杜慕恆，三育基督學院教授、老師、作家[30]。
- 林尚德，曾任三育基督學院企管系系主任、教務長、作家[31]。
- 廖晨甯，兼任助理教授。

### 文學界
- 奧威尼·卡露斯，作家[32]。
- 黃麟傑，繪本作家。

### 社運界
- 丘延亮，台灣社會學家、勞工運動者[33][34]。

## 立案議題
曾經當過該校院長的卓甫剩牧師接受訪問時表示，按2009年1月19日中華民國教育部頒佈的《宗教研修學院設立辦法》，三育基督學院是可以申請立案的，不過三育選擇不立案。
卓甫剩牧師說立案的大學需按教育部的規定上軍訓課程，在教會的立場是反對戰爭的；立案後，因為可能有其他教學課程在星期六，所以無法在星期六守安息日；立案後無法要求學生一定要參加宗教活動；這也是三育基督學院不考慮立案的主要原因。
也因為如此，三育基督學院在2020年向臺灣教育部另外申請設立一個名為《博雅國際實驗大學》的大學。

## 資料來源
1. ↑  . 中華民國內政部-民政司. 106-12-27  [2021-09-26]. （原始内容存档于2021-09-26）.
2. ↑  時兆出版社官方網站
3. ↑  . 中時新聞網. 2017-04-08  [2021-08-10]. （原始内容存档于2021-07-13）.
4. ↑  . TVBS新聞網. 2009-07-14  [2021-08-10]. （原始内容存档于2021-08-09）.
5. ↑  . 蘋果日報. 2020-01-08  [2021-08-10]. （原始内容存档于2021-08-10）.
6. ↑  . ETtoday新聞雲. 2019-11-06  [2021-08-10]. （原始内容存档于2021-08-10）.
7. ↑  . 聯合新聞網. 2020-03-17  [2021-08-10]. （原始内容存档于2021-08-10）.
8. ↑  .   [2024-05-12]. （原始内容存档于2024-05-12）.
9. ↑  . 蘋果日報. 2019-04-15  [2021-08-10]. （原始内容存档于2021-08-10）.
10. ↑  . 三育基督學院官方網站.   [2021-10-02]. （原始内容存档于2022-03-31）.
11. ↑  . 交通部觀光局日月潭國家風景區管理處.   [2021-09-23]. （原始内容存档于2021-05-17）.
12. ↑  .   [2021-11-20]. （原始内容存档于2021-11-20）.
13. ↑  .   [2021-11-21]. （原始内容存档于2021-11-21）.
14. ↑   (PDF).   [2021-09-21]. （原始内容存档 (PDF)于2021-09-21）.
15. ↑  .   [2021-09-23]. （原始内容存档于2022-03-15）.
16. ↑  .   [2021-09-26]. （原始内容存档于2021-09-26）.
17. ↑   (PDF).   [2021-09-20]. （原始内容存档 (PDF)于2021-09-20）.
18. ↑  . 中時新聞網. 2019-11-14  [2021-09-26]. （原始内容存档于2021-09-26）.
19. ↑   (PDF).   [2021-09-20]. （原始内容存档 (PDF)于2021-09-20）.
20. ↑  . 文藻外語大學. 2021-11-01  [2021-11-13]. （原始内容存档于2021-11-13）.
21. ↑  .   [2023-05-06]. （原始内容存档于2023-05-06）.
22. ↑  . 長榮大學官方網站.   [2021-08-10]. （原始内容存档于2021-08-10）.
23. ↑  . 淡江時報社. 2012-10-22  [2021-09-20]. （原始内容存档于2021-09-21）.
24. ↑  . 南投縣樂齡學習網. 2021-08-20  [2021-10-06]. （原始内容存档于2021-10-06）.
25. ↑  . 南投縣政府. 103-11-19  [2021-09-11]. （原始内容存档于2022-03-31）.
26. ↑  .   [2024-05-13]. （原始内容存档于2024-05-08）.
27. ↑  . 蘋果日報. 2021-06-02  [2021-09-24]. （原始内容存档于2021-09-24）.
28. ↑  .   [2024-05-13]. （原始内容存档于2024-05-13）.
29. ↑  .   [2021-11-20]. （原始内容存档于2021-11-20）.
30. ↑  啟示出版(城邦)-想要好人緣，聖經都有解
31. ↑  .   [2021-11-20]. （原始内容存档于2021-11-20）.
32. ↑  .   [2021-09-07]. （原始内容存档于2021-09-07）.
33. ↑  .   [2024-06-26]. （原始内容存档于2024-12-14）.
34. ↑  .   [2024-06-26]. （原始内容存档于2025-01-20）.
35. ↑  . 全國法規資料庫.   [2021-11-12]. （原始内容存档于2021-07-12）.
36. ↑  . 華藝線上圖書館.   [2021-10-07]. （原始内容存档于2021-10-08）.
37. ↑  . 自由時報電子報. 2020-01-17  [2021-08-10]. （原始内容存档于2021-08-10）.

## 外部連結
- 三育基督學院官方網站（页面存档备份，存于）（繁體中文）
- 三育基督學院 Taiwan Adventist College的Facebook專頁
- 三育高中（附設國中部）（繁體中文）
- 台灣基督宗教大學校院聯盟（页面存档备份，存于）（繁體中文）
- 華安聯合會（繁體中文）
- 基督復臨安息日會全球總會（页面存档备份，存于）（英文）